# Zentralausschuss der SPD

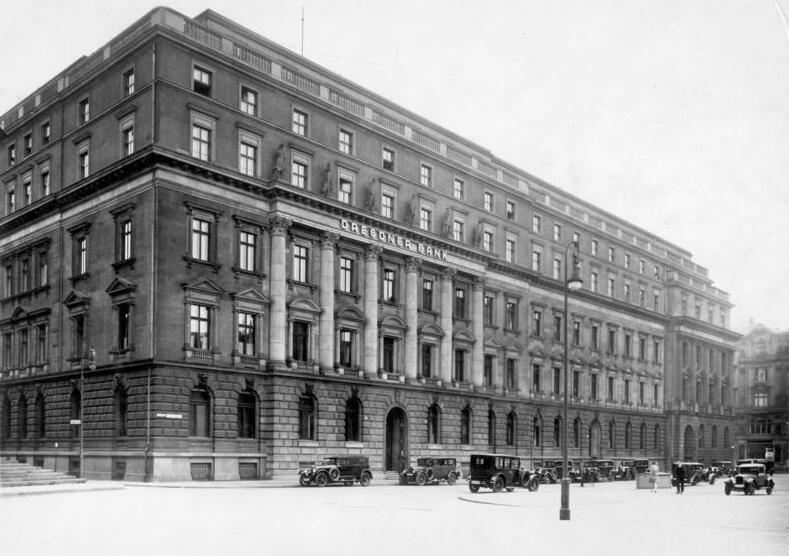
Berlin, Behrenstraße 36–39. Die ehemalige Geschäftszentrale der Dresdner Bank war 1945 bis 1946 Sitz des Zentralausschusses der SPD (Foto 1926)

Der Zentralausschuss der SPD wurde im Juni 1945 in Berlin gegründet, dem klassischen Sitz des Parteivorstands der Sozialdemokratischen Partei Deutschlands. Er war von der sowjetischen Besatzungsmacht als provisorischer Vorstand der SPD anerkannt und betrieb von Anfang an die Vereinigung der SPD mit der KPD unter dem Motto „Einheit der Arbeiterklasse“, womit er seinen Gesamtvertretungsanspruch für Deutschland früh verlor und auf die Sowjetische Besatzungszone beschränkt blieb. Er bestand bis zur Zwangsvereinigung von SPD und KPD im April 1946.

## Geschichte

### Gründung des Zentralausschusses
In Berlin fanden sich am 11. Juni 1945 vierzehn Sozialdemokraten zur Konstituierung eines provisorischen Zentralausschusses der SPD zusammen. Es wurde festgelegt, einen Aufruf der SPD an das deutsche Volk zu erarbeiten. Dies geschah unter dem Eindruck des am 10. Juni durch die Sowjetische Militäradministration in Deutschland (SMAD) erlassenen Befehl Nr. 2, der die Bildung antifaschistischer, demokratischer Parteien und Gewerkschaften in der Sowjetischen Besatzungszone erlaubte und der Tatsache, dass die Kommunistische Partei Deutschlands (KPD) bereits am darauf folgenden Tag mit dem kurz zuvor in Moskau ausgearbeiteten Aufruf der Kommunistischen Partei Deutschlands an die Öffentlichkeit getreten war.
Am 15. Juni folgte der Aufruf des Zentralausschusses der SPD, der von Erich Gniffke, Otto Grotewohl, Gustav Dahrendorf, Karl Kleikamp und anderen veröffentlicht wurde. In einigen Fragen ging der Zentralausschuss damit über die von den Kommunisten zu diesem Zeitpunkt propagierten Ziele hinaus. So forderte man im Unterschied zur KPD den „Sozialismus in Wirtschaft und Gesellschaft“ und die „organisatorische Einheit der deutschen Arbeiterklasse“.
Die erste vom Zentralausschuss der SPD einberufene Funktionärsversammlung fand am 17. Juni im Deutschen Hof in der Luckauer Straße in Berlin-Kreuzberg statt. Die etwa 1.500 Teilnehmer stimmten dem Aufruf vom 15. Juni zu und bestätigten die Zusammensetzung des Zentralausschusses. Zu gleichberechtigten Vorsitzenden wurden Max Fechner, Erich Gniffke und Otto Grotewohl gewählt.
Am 7. Juli erschien die erste Ausgabe der Zeitung Das Volk als Organ des Zentralausschusses der SPD. Bis zum November 1945 wurde der Zentralausschuss um vier Mitglieder und neun Hauptsekretäre erweitert.

### Anspruch auf die Führung der gesamtdeutschen SPD
Unter den Teilnehmern der Funktionärsversammlung vom 17. Juni befanden sich auch etwa 300, die nicht aus Berlin oder Brandenburg, sondern aus anderen Teilen Deutschlands kamen. Daraus leitete der Zentralausschuss unter anderem seinen Anspruch ab, für alle deutschen Sozialdemokraten zu sprechen. Außerdem berief man sich darauf, dass der Parteivorstand der SPD im Jahr 1933 eine illegale Reichsleitung konstituiert hatte, welche den Zusammenhalt der Partei in der Illegalität gewährleisten sollte. Mit Max Fechner und Richard Weimann gehörten zwei Überlebende dieses Kreises dem Zentralausschuss an. Dies wurde ebenfalls als Legitimation des Führungsanspruchs des Zentralausschusses angesehen. Ein formelles Mandat oder stichhaltige Argumente für alle deutschen Sozialdemokraten zu sprechen hatte aber weder der Zentralausschuss in der Sowjetischen Besatzungszone, noch Kurt Schumacher, der zur gleichen Zeit vom britisch besetzten Hannover aus die Wiedergründung der SPD in den westlichen Besatzungszonen betrieb.

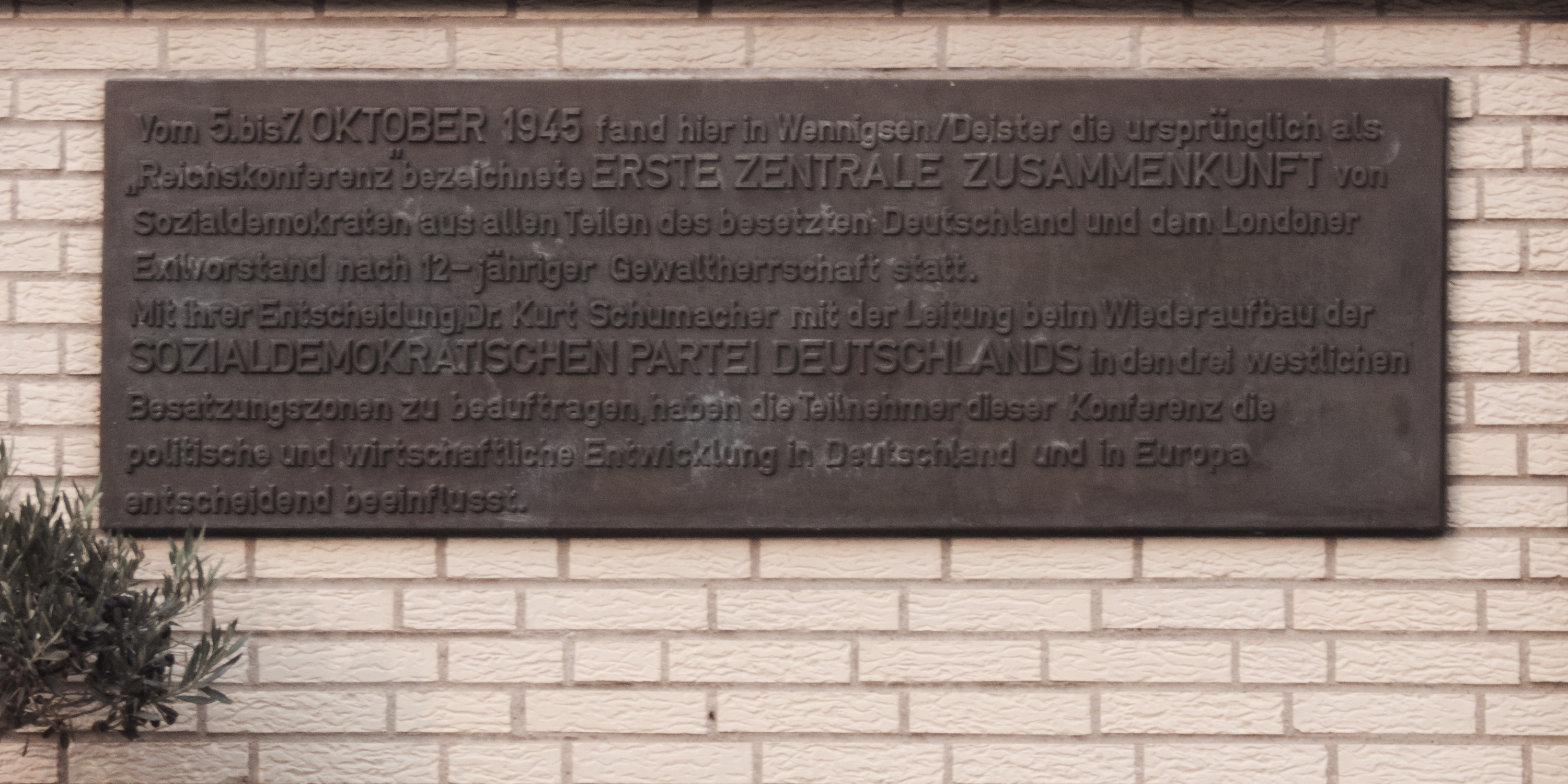
Gedenktafel zur Erinnerung an die Wennigser Konferenz

Vom 5. bis 7. Oktober 1945 fand in Wennigsen bei Hannover eine Konferenz statt, bei der Sozialdemokraten aus allen Teilen Deutschlands sowie Mitglieder des Londoner Exilvorstandes (Fritz Heine, Erich Ollenhauer und Erwin Schoettle) zusammenkamen, um unter der Führung Schumachers die SPD für die Westzonen neu zu gründen. Die Vertreter des Zentralausschusses Dahrendorf, Fechner und Grotewohl nahmen als Gäste teil.
Schumacher, der eine Zusammenarbeit mit der KPD strikt ablehnte, setzte sich auf der Konferenz mit seiner Meinung durch, dass die Zuständigkeit des Zentralausschusses sich nur auf die Sowjetische Besatzungszone beschränken sollte, da bis zu einer Entscheidung durch einen Reichsparteitag kein Führungsgremium für ganz Deutschland sprechen dürfte.

### Weg zur Einheitspartei
In Berlin trafen sich am 4. und 5. Dezember die Mitglieder des Zentralausschusses mit verantwortlichen Funktionären der Parteiorganisationen aus den Ländern der sowjetischen Besatzungszone. Bis zur Wahl ordentlicher Leitungsorgane durch einen Parteitag sollte dieses Gremium alle wichtigen, die Gesamtpartei betreffenden Angelegenheiten entscheiden. Zu den leitenden Sozialdemokraten in den westlichen Besatzungszonen sollte Verbindung aufgenommen werden, um sie zur Mitarbeit in diesem Gremium zu bewegen. Damit verzichtete der Zentralausschuss auf seinen bisherigen Anspruch einer reichsweiten Führung.
Jeweils dreißig Vertreter von SPD und KPD berieten am 21. und 22. Dezember in Berlin über Fragen der Einheit der Arbeiterklasse. Diese als erste Sechziger-Konferenz bezeichnete Zusammenkunft nahm eine Entschließung an, in der der Ausbau einer Aktionseinheit beider Parteien gefordert wurde. Am 10. Februar 1946 entschied sich der Zentralausschuss für eine organisatorische Verschmelzung mit der KPD. Gleichzeitig wurde für den 19. und 20. April ein Parteitag in der Sowjetischen Besatzungszone einberufen. Der bisherige Standpunkt, über einen Zusammenschluss könne nur ein Reichsparteitag entschließen, wurde aufgegeben. Die zweite Sechziger-Konferenz fand am 26. Februar statt. Sie beriet über die „Grundsätze und Ziele der Sozialistischen Einheitspartei Deutschlands“. Im Laufe des Monats März versuchten die Führer des Zentralausschusses auf mehreren Kreisdelegiertenversammlungen die SPD-Mitglieder von der Notwendigkeit der Verschmelzung beider Parteien zu überzeugen.

### Ablehnung der Vereinigung
Kritisch zur Vereinigung stehende Sozialdemokraten fühlten sich von dem Ergebnis der vorher nicht angekündigten ersten Sechziger-Konferenz überrumpelt. Der Reinickendorfer Kreisvorsitzende Franz Neumann bezeichnete die Unterzeichner der Entschließung als „Totengräber der Sozialdemokratischen Partei“. Anfang 1946 wandten sich mehrere Kreisverbände gegen eine sofortige Vereinigung mit der KPD.
Die Mehrzahl der sozialdemokratischen Funktionäre bejahte zwar prinzipiell eine Einheitspartei, hatte aber große Bedenken gegen eine schnelle Verschmelzung. Am 14. Februar trafen sich auf Einladung des Kreisvorsitzenden von Tempelhof, Curt Swolinzky, etwa zwölf Funktionäre, darunter Gerhard Außner und Franz Neumann, die den Vereinigungskurs des Zentralausschusses ablehnten. Sie beschlossen, auf der nächsten Berliner Funktionärskonferenz am 17. Februar einen Misstrauensantrag gegen den Zentralausschuss zu stellen. Dieser Antrag scheiterte jedoch. Die SPD-Kreisdelegiertenkonferenz Reinickendorf verabschiedete am 23. Februar einen „Aufruf zur Stimmabgabe aller Mitglieder der Sozialdemokratischen Partei in der sowjetisch besetzten Zone und in Berlin zur Einheit der Arbeiterschaft“. Die etwa 2.500 Teilnehmer der SPD-Funktionärskonferenz stimmten am 1. März im Admiralspalast mit deutlicher Mehrheit für diesen Aufruf und damit für die Durchführung einer Urabstimmung.
Die Urabstimmung fand am 31. März nur in den drei Berliner Westsektoren statt. Im Ostteil machte die sowjetische Stadtkommandantur die Genehmigung der Urabstimmung am 30. März von der Beantwortung mehrerer Fragen über die technische Durchführung der Urabstimmung abhängig. Die gewünschten Angaben konnte der Parteivorstand aber unmöglich innerhalb eines Tages liefern, so dass die Abstimmung damit faktisch verhindert wurde.

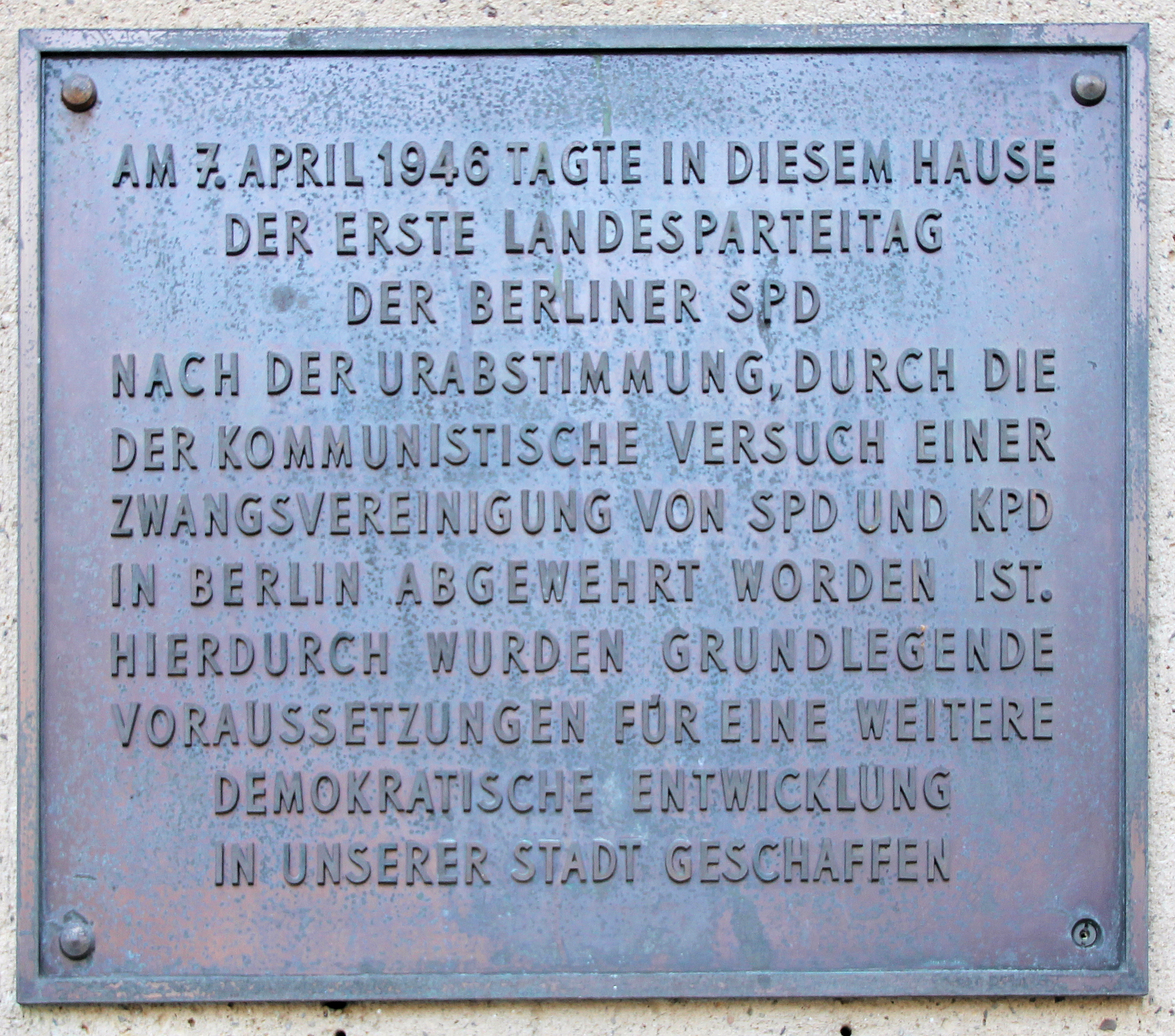
Gedenktafel an der Zinnowwaldschule

Etwa 71,5 Prozent der berechtigten SPD-Mitglieder hatten, trotz eines Boykottaufrufes des Zentralausschusses, an der Urabstimmung im Westteil teilgenommen. Die Frage nach der Bereitschaft zum sofortigen Zusammenschluss beider Arbeiterparteien beantworteten 82,2 Prozent mit Nein. Die zweite Frage lautete: „Bist du für ein Bündnis beider Parteien, welches gemeinsame Arbeit sichert und den Bruderkampf ausschließt?“ 61,7 Prozent antworteten darauf mit Ja.
Am 7. April gründeten 500 Vereinigungsgegner in der Zinnowwaldschule in Berlin-Zehlendorf eine vom Zentralausschuss unabhängige Landesorganisation der SPD in Berlin. Zu gleichberechtigten Vorsitzenden wurden Karl Germer, Franz Neumann und Curt Swolinzky gewählt.

### Vereinigungsparteitag
Der Vereinigungsparteitag von KPD und SPD beschloss am 21. und 22. April die Verschmelzung beider Parteien zur Sozialistischen Einheitspartei Deutschlands. Damit beendete der Zentralausschuss der SPD seine Tätigkeit. Die Gremien der SED waren anfangs paritätisch besetzt. Otto Grotewohl wurde neben Wilhelm Pieck zum gleichberechtigten Vorsitzenden gewählt. Aber schon ab 1948 spielten die Sozialdemokraten in der SED kaum noch eine Rolle. Enttäuscht verließen einige ehemalige Mitglieder des Zentralausschusses (Erich Gniffke, Hermann Harnisch, Annedore Leber, Erich Lübbe) die SED und traten im Westen wieder in die SPD ein.

## Personen

### Vorstand des Zentralausschusses
- Max Fechner (1892–1973), gleichberechtigter Vorsitzender
- Erich Gniffke (1895–1964), gleichberechtigter Vorsitzender
- Otto Grotewohl (1894–1964), gleichberechtigter Vorsitzender
- Gustav Dahrendorf (1901–1954), bis Februar 1946
- Helmut Lehmann (1882–1959)
- Fritz Neubecker (1903–1995), Kassierer

### Mitglieder des Zentralausschusses
- Karl Germer (1913–nach 1987), bis März 1946
- Bernhard Göring (1897–1949)
- Hermann Harnisch (1883–1951)
- August Karsten (1888–1981), ab November 1945
- Katharina Kern (1900–1985), ab November 1945
- Annedore Leber (1904–1968), ab November 1945
- Karl Litke (1893–1962)
- Otto Meier (1889–1962)
- Josef Orlopp (1888–1960)
- Hermann Schlimme (1882–1955)
- Richard Weimann (1890–1976)
- Antonie Wohlgemuth (1891–1984), ab November 1945

### Hauptsekretäre des Zentralausschusses
- Friedrich (Fritz) Ebert (1894–1979)
- Gustav Klingelhöfer (1888–1961), bis März 1946
- Paul Löbe (1875–1967)
- Erich Lübbe (1891–1977)
- Otto Ostrowski (1883–1963)
- Fritz Schreiber (1905–1994)
- Louise Schroeder (1887–1957)
- Karl (Carl) Vollmershaus (1883–1979)
- Theo Wiechert (1910–1946)